# Comisión de Cultura y Educación del Parlamento Europeo
La Comisión de Cultura y Educación (CULT) es una de las comisiones permanentes del Parlamento Europeo, competente en el debate y fiscalización de dichos ámbitos, así como la emisión de resoluciones sobre actos legislativos propuestos por la Comisión Europea.

## Responsabilidades de la Comisión
Esta comisión se centra en el debate y fiscalización de las políticas comunitarias en materia de educación y cultura de la Unión Europea, así como los fondos destinados a ellas en el marco del presupuesto general de la Unión. La comisión está compuesta por seis factores:
1. contemplar todos los aspectos culturales de la Unión Europea, en particular la protección del patrimonio cultural, el intercambio cultural, y la creación artística en la Unión Europea.
2. contemplar la política educativa de la Unión, tanto en los sistemas educativos escolares, y en los programas de aprendizaje a lo largo de la vida, como museos y bibliotecas.
3. desarrollar una política audiovisual y conectar esta con sistemas de información educativa.
4. observar el desarrollo de una política de ocio y deporte con una política de juventud adicional.
5. procurar conectar la información con una política de medios de comunicación.
6. cooperar con terceros países en las áreas de cultura y educación y relaciones con las organizaciones e instituciones pertinentes e instituciones a nivel mundial.

En el mandato ctual, la Comisión de Cultura y Educación ha tratado tres asuntos. El primer asunto es la protección de miembros de circos en la Unión Europea. La Comisión ha declarado a estos miembros de la sociedad como cultura reconocida en la UE y desea que las escuelas vocacionales de circo sean acreditadas entre otras disposiciones. Esta resolución fue aprobada el 12 de julio de 2005 con un voto de 29 a favor, 1 en contra y 2 abstenciones. 
El segundo abordaba la estandarización de sistemas de educación superior mediante valoraciones internas minuciosas de acuerdo con el Espacio Europeo de Educación Superior. La educación también tiene que promover la diversidad entre su alumnado y en los programas ofrecidos por las diversas instituciones. Fue adoptado el 30 de agosto de 2005 con un voto de 24 a favor, 1 en contra y 1 abstención. 
El tercer asunto ha considerado la protección de menores. La comisión emitió una resolución para la protección de menores en todas las áreas de medios de comunicación, incluyendo revistas, diarios e internet. Entre numerosos disposiciones, ofrecerá clases de uso seguro de internet y establece castigos más duros para actividades criminales en internet. 

## Actividades parlamentarias
El Parlamento se ha preocupado de intentar promover cultura. Ha dado lugar a numerosos acontecimientos culturales, con 150 teniendo lugar en 2005, incluyendo arte y conciertos. Algunas exposiciones han tratado temas como el cáncer de mama, la masacre de Srebrenica y la revolución naranja. En 2007, también otorga el Premio LUX de Cine Europeo.

## Miembros
El CULT está formado por 61 miembros:
| Estado de miembro | N.º de miembros |
| ----------------- | --------------- |
| Francia           | 7               |
| Alemania          | 7               |
| España            | 5               |
| Polonia           | 6               |
| República Checa   | 1               |
| Italia            | 6               |
| Reino Unido       | 7               |
| Hungría           | 3               |
| Grecia            | 3               |
| Austria           | 1               |
| Lituania          | 1               |
| Portugal          | 1               |
| Eslovaquia        | 1               |
| Estonia           | 1               |
| Rumanía           | 2               |
| Bulgaria          | 4               |
| Dinamarca         | 1               |
| Malta             | 2               |
| Eslovenia         | 1               |
| Irlanda           | 1               |
| Total             | 61              |

Los principales grupos políticos son también representados en esta comisión que incluye, el Partido de los Socialistas Europeos, el Partido Popular Europeo, el Grupo de los Conservadores y Reformistas Europeos, la Alianza de los Liberales y Demócratas por Europa, el Grupo Confederal de la Izquierda Unitaria Europea/Izquierda Verde Nórdica, Los Verdes / Alianza Libre Europea y el Grupo Europa de la Libertad y la Democracia Directa. Hay también tres miembros no adscritos a ningún partido en concreto.
| Grupo de partido                              | N.º Miembros |
| --------------------------------------------- | ------------ |
| Partido Popular Europeo                       | 18           |
| Partido de los Socialistas Europeos           | 16           |
| Conservadores y Reformistas Europeos          | 6            |
| Alianza de Liberales y Demócratas por Europa  | 6            |
| Izquierda Verde Nórdica                       | 4            |
| Los Verdes / Alianza Libre Europea            | 4            |
| Europa de la Libertad y la Democracia Directa | 3            |
| No adscritos                                  | 4            |
| Total                                         | 61           |

## Miembros en 2014
Lista de miembros para la 8.ª legislatura

## Presidentes
- Silvia Costa
- Andrea Bocskor
- Mircea Diaconu
- Helga Trüpel
- Michaela Šojdrová